# Nir Jafe
Nir Jafe (hebrejsky נִיר יָפֶה, anglicky Nir Yafeh, v oficiálním seznamu sídel Nir Yafe) je vesnice typu společná osada (jišuv kehilati) v Izraeli v bloku vesnic Ta'anach, v Severním distriktu, v Oblastní radě Gilboa.

## Geografie
Leží v jižní části zemědělsky intenzivně obdělávaného Jizre'elského údolí, v nadmořské výšce 61 metrů. Východně od obce prochází potok Kišon, na západní straně je to vádí Nachal Oz, které pak severně od vesnice ústí zleva do Kišonu.
Vesnice je situována 35 kilometrů jihozápadně od Galilejského jezera, 30 kilometrů západně od řeky Jordánu, cca 6 kilometrů jihozápadně od města Afula, cca 70 kilometrů severovýchodně od centra Tel Avivu a cca 37 kilometrů jihovýchodně od centra Haify. Nir Jafe obývají Židé, přičemž osídlení v tomto regionu je ryze židovské. 5 kilometrů jihozápadním směrem ale začíná hornatá oblast podél Vádí Ara, kterou obývají izraelští Arabové.
Obec leží 2 kilometry severovýchodně od Zelené linie, která odděluje Izrael od okupovaného Západního břehu Jordánu. Od Západního břehu Jordánu byla tato oblast počátkem 21. století oddělena izraelskou bezpečnostní bariérou.
Nir Jafe je na dopravní síť napojen pomocí lokální silnice číslo 675.

## Dějiny
Nir Jafe byl založen v roce 1956 jako součást bloku plánovitě zřizovaných zemědělských vesnic Ta'anach – חבל תענך (Chevel Ta'anach). Tento blok sestává ze tří takřka identicky rozvržených shluků zemědělských vesnic, které jsou vždy seskupeny po třech s tím, že v jejich geografickém středu se nachází malá čtvrtá vesnice, jež plní střediskové funkce. Nir Jafe leží v nejzápadnější z těchto tří skupin, společně s vesnicemi Gadiš a Mle'a a střediskovou obcí Merkaz Omen.
Prvními obyvateli vesnice byli Židé přistěhovalí ze severní Afriky, z Tuniska, kteří se původně pokoušeli o ustavení zemědělské komunity ve své rodné zemi, ale po vyhlášení nezávislosti Tuniska odešli. Zpočátku čelila vesnice Nir Jafe ekonomickým a sociálním potížím. Někteří osadníci odešli do Francie. Původně šlo o kolektivní osadu typu mošav, která se pak transformovala na společnou osadu, bez kolektivních prvků v hospodaření.
V Nir Jafe je 60 rodin, které se živí zemědělstvím a část dojíždí za prací mimo obec. V obci funguje synagoga, která je centrem společenského života. Kromě toho je zde k dispozici mateřská škola, sportovní areály, plavecký bazén. Vesnice nabízí stavební pozemky soukromým uchazečům o výstavbu.

## Demografie
Obyvatelstvo mošavu Nir Jafe je smíšené, tedy sekulární i nábožensky založené. Podle údajů z roku 2014 tvořili naprostou většinu obyvatel v Nir Jafe Židé (včetně statistické kategorie "ostatní", která zahrnuje nearabské obyvatele židovského původu ale bez formální příslušnosti k židovskému náboženství).
Jde o menší sídlo vesnického typu s dlouhodobě rostoucí populací. K 31. prosinci 2014 zde žilo 664 lidí. Během roku 2014 populace stoupla o 3,3 %.
| Rok            | 1961 | 1972 | 1983 | 1995 | 2001 | 2003 | 2004 | 2005 | 2006 | 2007 | 2008 | 2009 | 2010 | 2011 | 2012 | 2013 | 2014 |
| -------------- | ---- | ---- | ---- | ---- | ---- | ---- | ---- | ---- | ---- | ---- | ---- | ---- | ---- | ---- | ---- | ---- | ---- |
| Počet obyvatel | 279  | 259  | 264  | 290  | 301  | 328  | 377  | 402  | 413  | 425  | 465  | 584  | 630  | 618  | 615  | 643  | 664  |